# 归家町水库
归家町水库是中国山东省潍坊市安丘市境内的一座水库，建于1958年。水库正常库容为120万立方米，平均水深为2.5米。